# Dimbach (Autriche)
Pour les articles homonymes, voir Dimbach.
Dimbach est une commune autrichienne du district de Perg en Haute-Autriche.